# Malawi neonsügér
A malawi neonsügér (Pseudotropheus demasoni) Afrikában őshonos, a bölcsőszájú halak családjába tartozó, díszhalként is tartott édesvízi halfaj.

## Külseje
A neonsügér viszonylag kis termetű, a hím 8 cm-re, a nőstény 6 centiméternyire nő meg. A nemek között más feltűnő külső különbség nincsen. Megnyújtott testét egymást váltó élénk világoskék és sötétkék-fekete függőleges csíkozás díszíti. Úszói (az átlátszó mellúszók kivételével) világoskékkel szegélyezett sötétkékek, farokúszóján is lehetnek világoskék sugarak.

## Elterjedése és életmódja

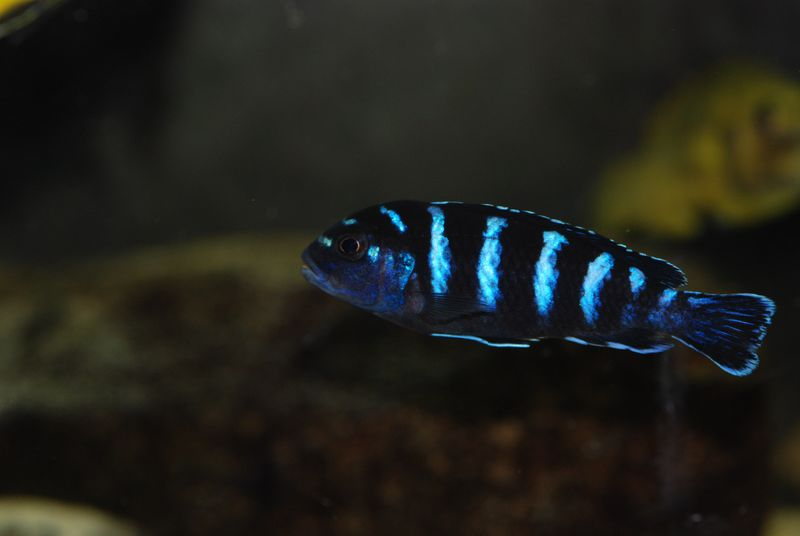
Malawi neonsügér

A neonsügért csak 1993-ban fedezték fel a kelet-afrikai Malawi-tó egy kisebb területén, a tanzániai Pombo Rocks és Point Ndumbi közötti sziklás zátonyokon. Természetes élőhelyén populációi visszaszorulóban vannak, ezért a Természetvédelmi Világszövetség Vörös Listáján sebezhetőként szerepel. A faj léte nincs veszélyben, mert szerte a világon népszerű akváriumi díszhalként tartják. Akvarisztikai felhasználása már a felfedezését követő évben elkezdődött.
A sekély vizű, 3-4 méter mélyen elhelyezkedő, köves, görgeteges sziklazátonyok lakója, ahol algákkal, férgekkel, apró rákokkal táplálkozik. A hímek agresszívan védik territóriumukat a többi hím, vagy akár más fajok ellen is. Szájköltő faj, a nőstény szájában tartva védelmezi 15-30 megtermékenyített ikráját. Az ivadékok csapatban úsznak, kb. 1 centiméteres korukban színesednek ki.

## Akváriumi tartása
Viszonylag könnyen tartható faj, a magas planktontartalmú táplálékra és a mértékletes adagolásra viszont ügyelni kell, mert a bélbántalmakra érzékeny. Legalább 200 literes akváriumot igényel, homokos aljzattal és dekorációként kövekkel, növényekkel. A víz hőmérséklete 22-26 °C között, pH-ja 7,5 fölött legyen. Ha egész csapat van együtt, az mérsékli a hímek agresszív, területvédő viselkedését.